# Poklek
 Poklek  falu Horvátországban Zágráb megyében. Közigazgatásilag Szamoborhoz tartozik.

## Fekvése
Zágrábtól 35 km-re, községközpontjától 15 km-re nyugatra a Zsumberk-Szamobori-hegység déli lejtőin a szlovén határ mellett fekszik. Településrésze Drmići, ahol ma már csak egy lakott ház áll.

## Története
A Poklečki nemesi család ősi fészke. Állítólag itt éltek a híres pokleki bárók. 1830-ban 5 házában 81 lakos élt, valamennyien katolikusok. Mara Dragožet házában a 19. és 20. század fordulóján egy kis falusi vendéglő működött. Út vezetett át innen Szlovéniába, ahol az ittenieknek szőlőhegyeik voltak. A 700 méter magas Šiljevac-hegyen a katonai határőrvidék fennállásakor határőr őrhely állt.
A falunak 1857-ben 92, 1910-ben 174 lakosa volt. Trianon előtt Zágráb vármegye Szamobori járásához tartozott. A falunak  2011-ben 34 lakosa volt. Lakói mezőgazdasággal, állattartással, szőlőműveléssel foglalkoznak. A kaljei Szent Mihály plébániához tartoznak.

## Lakosság
| Lakosság változása | Lakosság változása | Lakosság változása | Lakosság változása | Lakosság változása | Lakosság változása | Lakosság változása | Lakosság változása | Lakosság változása | Lakosság változása | Lakosság változása | Lakosság változása | Lakosság változása | Lakosság változása | Lakosság változása | Lakosság változása |
| ------------------ | ------------------ | ------------------ | ------------------ | ------------------ | ------------------ | ------------------ | ------------------ | ------------------ | ------------------ | ------------------ | ------------------ | ------------------ | ------------------ | ------------------ | ------------------ |
| 1857               | 1869               | 1880               | 1890               | 1900               | 1910               | 1921               | 1931               | 1948               | 1953               | 1961               | 1971               | 1981               | 1991               | 2001               | 2011               |
| 92                 | 111                | 127                | 163                | 157                | 174                | 173                | 199                | 128                | 135                | 124                | 114                | 75                 | 75                 | 53                 | 34                 |

## Külső hivatkozások
- Szamobor hivatalos oldala
- A zsumberki közösség honlapja
- Szamobor város turisztikai egyesületének honlapja